# أنوي تافيار
أنوي تافيار (بالسلوفينية: Anže Tavčar)‏ (مواليد 2 ديسمبر 1994) هو سبّاح سلوفيني، مثّل بلاده في الألعاب الأولمبية الصيفية 2016.

## روابط خارجية
أنوي تافيار على موقع الاتحاد الدولي للسباحة (الإنجليزية)
- أنوي تافيار على موقع أوليمبيديا (الإنجليزية)